# Beniamin (Rusalenko)
Beniamin, imię świeckie Dmitrij Iwanowicz Rusalenko – duchowny Rosyjskiego Kościoła Prawdziwie Prawosławnego, biskup czarnomorski i kubański.

## Życiorys
Chirotonię biskupią otrzymał w 1991 w Rosyjskim Kościele Prawosławnym poza granicami Rosji. Przeszedł w struktury Rosyjskiej Cerkwi Prawdziwie Prawosławnej, gdzie w 2001 został mianowany biskupem czarnomorskim  kubańskim. 